# Tetraacetyl diborat
Tetraacetyl diborat là một hợp chất hữu cơ chứa bor có công thức phân tử là (CH3COO)2BOB(CH3COO)2.

## Sản xuất
Hợp chất này không được biết đến nhiều và được phát hiện tình cờ khi tạo ra bor triacetat vào những năm 1950. Nó được tạo ra bằng cách cho acid boric và anhydride acetic phản ứng ở nhiệt độ khoảng 75 °C trong điều kiện có xúc tác nitơ tạo ra tetraacetyl diborat và acid acetic. Nó kết tinh thành chất rắn không màu.
2H3BO3 + 5(CH3CO)2O → (CH3COO)2BOB(CH3COO)2 + 6CH3COOH

## Phản ứng
Tetraacetyl diborat phản ứng với metanol để tạo thành nước và diacetyl metoxyboron.